# 단파

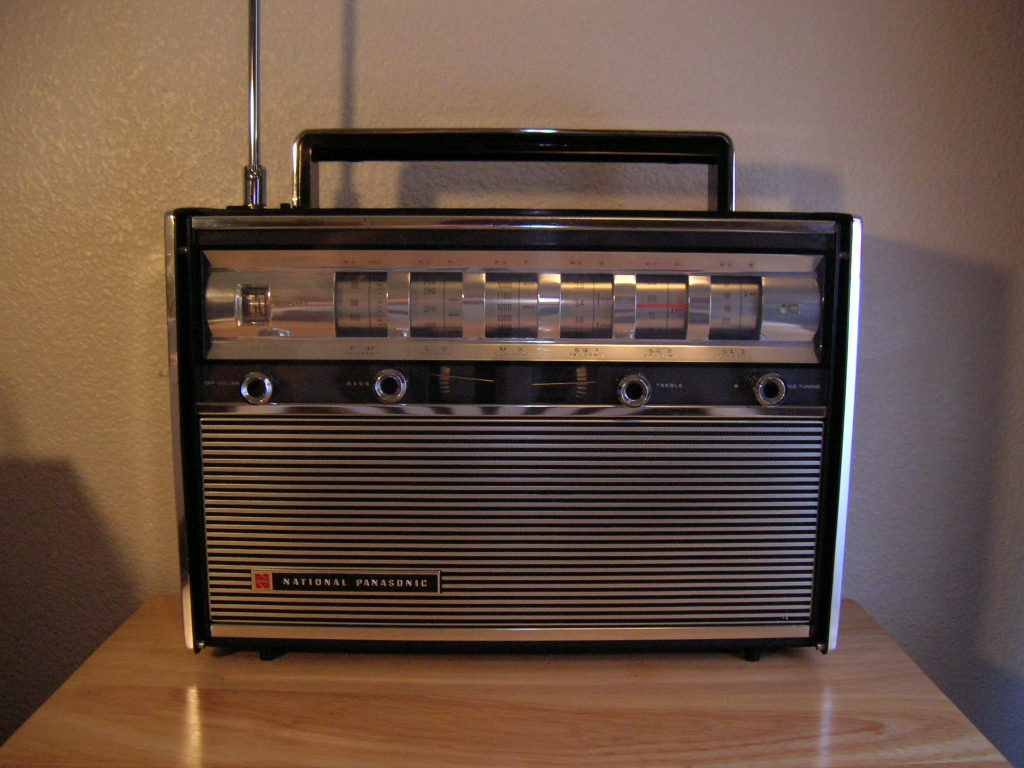
단파수신기

단파 (短波, Shortwave, High frequency)는 주파수가 3MHz부터 30MHz 대역대의 전자기파를 말한다. 영문표기로 파장을 기준으론 SW (short wave), 주파수를 기준으로 HF (high frequency)라고 쓴다.
단파는 전리층과 지상에 반복적으로 반사되어 상공파가 원거리까지 도달이 가능하므로 적절한 설비와 주파수를 사용하면 전세계와 원거리 통신을 할 수 있다. 이와 같은 특성을 이용하여 외국의 청취자들을 대상으로 하는 국제 라디오 방송 등에 사용된다. 광통신 및 위성통신이 미약했던 과거에는 국제전화용 회선으로 쓰인 적이 있었다. 하지만 델린저 현상 및 페이딩으로 인하여 수신신호에 주기적인 강약변화가 있어서 혼신에 취약하기 때문에 안정도가 떨어진다. 또한 태양 흑점 활동에 영향을 받기 쉬우므로 낮과 밤, 계절에 의한 전리층 변화에 따라서 주파수나 전파의 각도 등을 변경하여야만 안정된 통신을 할 수 있다. 참고로 단파대역에서 지표파의 감쇠율이 매우 심해 극히 일부 근거리 통신 및 방송을 제외하고는 지표파의 이용 가치가 낮은 편이다.

## 방송
단파 방송(短波放送, Shortwave Radio)는 단파를 이용하는 라디오 방송이다. 단파의 전파가 전리층에서 반사되어 원거리까지 도달이 가능한 성질을 이용한 라디오 방송으로 주로 외국의 시청자를 대상으로 한 국제 방송에 널리 쓰인다. 3MHz~30MHz의 전파를 이용하며 전리층과 지구 표면 사이를 계속 반사하며 나아가 지구 반대편까지도 도달할 수 있다. 1920년대 이후로는 주로 전 세계의 청취자를 대상으로 하지만, 러시아와 중국과 같이 넓은 영토를 지닌 나라에서는 국내 방송에도 이용된다. 국경을 넘어 전달되는 특성 때문에 통제하기가 쉽지 않아 전쟁이나 냉전 시기에는 상대국이나 상대 진영에 대한 정치적, 종교적 선전 수단으로도 많이 이용되었으며, 국민을 외부 접촉으로부터 제한하는 독재 국가에서는 지금도 외부 소식을 들을 수 있는 중요한 수단이다.
최근에는 실시간 인터넷 스트리밍 오디오 및 팟캐스트와 블로그를 통해 과거 국제 방송이 단파를 통해 국제적 방송 네트워크를 만든 것처럼 세계를 대상으로 방송할 수 있게 되었으며 과거 이러한 단파 방송이 정부 주도였던 것에 비해 개인 혼자서도 할 수 있도록 변모하였다. 일부 소규모 방송국에서는 민간 업체로부터 송신 장비를 임대하여 단파 신호를 송출하기도 한다.

### 역사

#### 초기: 1914년-1939년
네달란드에서 1927년 최초의 국제 방송이 단파로 이루어졌다. 1932년에 영국의 BBC가 BBC 엠파이어 서비스(BBC Empire Service)라는 이름으로 뒤따라 개국하였다.
바티칸 (교황청)에서는 1931년 2월 12일부터 바티칸 라디오(Vatican Radio) 방송을 시작하여 라디오 선교에 나섰으며 소련에서는 모스크바 방송 (Radio Moscow)이라는 이름으로 1923년에 장파대에서 방송을 시작했다. 이 방송은 '러시아의 소리'(Voice of Russia)라는 명칭으로 지금도 방송되고 있다.
1930년대에 독일 나치 정권이 자신들을 홍보하기 위한 수단으로 활용하기도 하였다. 조세프 괴벨에 의한 오스트리아 정복과 1938년의 뮌헨 위기, 그리고 스페인 내전에서 중요한 역할을 하였다.
일본은 1930년 10월 국제 교환 방송을 시작한 후 1934년 6월 1일부터 만주국과 타이완을 대상으로 한 국내 방송 중계를 단파로 실시하였다(당시 명칭은 'The Broadcasting Corporation of Japan').

#### 제2차 세계 대전 시기
독일 나치 정권은 그들의 정치적 선전을 위해 하루 18시간 방송을 시작하였고, 이후에는 24시간 12개 국어로 방송하는 국제 방송 체제를 갖추었다. 100KW(킬로와트) 송신기와 안테나 시설이 베를린 근교인 지센에 세워졌으며, 미국, 남아프리카, 남아메리카 그리고 극동 지역과 다른 여러 지역들을 대상으로 방송하기 위한 시설 확장이 계속 이루어졌다.
영국은 SEAC 라디오를 개국하여 실론(스리랑카)의 콜롬보에서 전쟁 기간 동안 연합군을 대상으로 한 프로그램을 방송하였다.

#### 냉전 시대
공산 진영과 반공 진영은 냉전 시대에 각자 소통이 차단된 상대방 지역에 대한 정치적 선전을 목적으로 단파 방송을 이용하였다. 이 시대의 가장 대표적인 서방 측 단파 방송으로는 미국의 소리 (Voice of America), BBC 월드 서비스(BBC World Service), 자유유럽방송(Radio Free Europe), 자유의 라디오 등이 있었다. 소련의 대표적인 단파 방송은 모스크바 라디오(Московское радио, 지금의 러시아의 소리)였으며 중국에는 '북경 방송'(Radio Peking, 지금의 중국국제방송국)이 있었다.
대한민국은 1953년 8월 15일에 개국한 '자유 대한의 소리' (Voice of Free Korea, 지금의 KBS 월드 라디오)에서 1957년 9월 2일에 시작한 한국어 방송에 처음으로 단파를 사용하였다.

#### 냉전 이후
냉전이 끝나고 2000년대에 들어서면서 인터넷, 위성방송, 스마트폰 등 신매체의 등장으로 단파 방송은 활기를 잃게 되어 방송 시간과 언어별 프로그램의 규모가 감소하였다. 특히 2000년대 중반 이후로는 BBC, VOA, 도이체벨레, 라디오네덜란드, 러시아의 소리와 같은 세계의 유수 국제방송국들은 단파송출 규모를 대폭 축소하거나 단파송출을 아예 폐지하였다.

## 단파 방송 밴드
대부분의 단파방송은 국제 전기 통신 연합(ITU)의 규정에 따라 할당된 밴드에 송출되고 있다. 그러나 일부의 경우 밴드 밖에서 송출되는 경우도 있다. 단파는 3MHz에서 30MHz를 걸치는데 같은 단파라도 대역에 따라 제각자의 특성이 있다.
참고로 1992년을 기해 현재와 같이 단파방송 밴드가 확장되었다 (예: 19미터 밴드에서 윗 부분이 15,600kHz에서 15,800kHz로 확장). 당시 확장된 부분은 2007년까지는 '잠정적으로 사용하는 대역'으로 여겨졌으나 2007년이 지난 지금은 정식 단파밴드로 굳혀졌다.
국제 전기 통신 연합의 후원하에 조직된 세계 전파 통신 회의(WRC)는 몇 년마다, 회의를 겇치면서 다양한 서비스 대역을 할당한다. 마지막 WRC는 2007년에 개최되었다.
1997년 기준으로 WRC-97에서 국제 방송에 할당된 단파방송 밴드(정규 대역)는 아래와 같다. AM 단파 방송 채널은 기존의 아날로그 오디오 방송을 위해 5kHz 분리로 할당된다.
| 미터 밴드 | 주파수 범위     | 비고                                             |
| --------- | --------------- | ------------------------------------------------ |
| 120 m     | 2.3–2.495 MHz   | 열대지방 밴드                                    |
| 90 m      | 3.2–3.4 MHz     | 열대지방 밴드                                    |
| 75 m      | 3.9–4 MHz       | 북아메리카 아마추어 라디오 80m 밴드와 공유       |
| 60 m      | 4.75–5.06 MHz   | 열대지방 밴드                                    |
| 49 m      | 5.9–6.2 MHz     |                                                  |
| 41 m      | 7.2–7.6 MHz     | 아마추어 라디오 40m 밴드와 공유                  |
| 31 m      | 9.4–9.9 MHz     | 현재 가장 많이 사용되는 밴드                     |
| 25 m      | 11.6-12.2 MHz   |                                                  |
| 22 m      | 13.57-13.87 MHz |                                                  |
| 19 m      | 15.1-15.8 MHz   |                                                  |
| 16 m      | 17.48-17.9 MHz  |                                                  |
| 15 m      | 18.9-19.02 MHz  | 거의 사용되지 않음, DRM 밴드에 편입될 수도 있다. |
| 13 m      | 21.45-21.85 MHz |                                                  |
| 11 m      | 25.6-26.1 MHz   | DRM 로컬 방송을 위해 사용될 수 있다.             |

대부분 국가가 일반적으로 위의 표를 따르고 있으나, 국가 및 지역에 따라 약간의 차이를 가지고 있다. 예를 들어 네덜란드의 공식 밴드 플랜에서 49m 밴드는 5.95 MHz에서 시작되고, 41m 밴드는 7.45 MHz에서 끝나고, 11m 밴드는 25.67 MHz에서 시작되고, 120·90·60m 밴드는 아예 존재하지 않는다. 또한, 국제 방송은 때때로 일반 WRC 할당 대역 이외에 운영 또는 오프채널(off-channel) 주파수를 사용한다. 실제적인 이유로 완료 및 포화된 밴드(60m, 49m, 40m, 41m, 31m, 25m)가 주목되고 있다.
단파 DRM 형식의 새로운 디지털 오디오 방송은 10 kHz 또는 20 kHz의 채널을 운영하고 있다. 주로 10kHz 포맷으로 전송되는데 DRM에 대한 특정 대역 할당에 대해 몇몇 논의가 진행되고 있다.

### 디지털 라디오 몬디얼
디지털 라디오 몬디얼(DRM)은 아날로그 변조 방식을 이용하는 기존의 단파 방송과 달리 디지털 손실압축 포맷을 이용하는 AM 방송이다. 최근 유럽계 방송사의 주도로 이루어지고 있으며, 실제로 지금 유럽지역을 중심으로 DRM 송출이 진행되고 있다. 장점으로는 기존의 아날로그 단파방송과 다르게 적은 출력으로도 기존 방식의 경우와 비슷한 청취범위를 확보할 수 있다는 것과 잡음에 강하다는 점, FM 모노 방송에 근접한 음질을 제공할 수 있다는 것이지만 현재 발매된 수신기가 적어서 아직 대중화가 이루지 못한 상황이다.

### 단파 방송 목록
- 세계 - 북방선교방송, 성경의 소리 방송, 자유 아프가니스탄 방송, 자유북한방송, 자유유럽방송, 패밀리 라디오 등
- 대한민국 - KBS 월드 라디오, KBS 한민족방송
- 조선민주주의인민공화국 - 조선의 소리 방송(Voice of Korea), 구국의 소리 방송
- 그리스 - 그리스의 소리
- 네덜란드 - 라디오 네덜란드(Radio Nederland)
- 뉴질랜드 - 뉴질랜드국제방송
- 독일 - 도이체 벨레
- 러시아 - 러시아의 소리, 사할린 우리말 방송국
- 루마니아 - 루마니아국제방송
- 몽골 - 몽골의 소리
- 미국 - 미국의 소리(Voice of America), 자유 아시아 방송(RFA), WWCR, 희망의 소리 (AWR), 희망의 소리 (SOH)
- 바티칸 시국 - 바티칸 라디오
- 베트남 - 베트남의 소리
- 불가리아 - 불가리아 국제 라디오
- 스페인 - 라디오 엑스테리오르 데 에스파냐
- 슬로바키아 - 슬로바키아국제방송
- 슬로베니아 - 슬로베니아국제방송
- 아르헨티나 - 아르헨티나국제방송
- 영국 - BBC 월드 서비스
- 오스트레일리아 - 라디오 오스트레일리아
- 우크라이나 - 우크라이나국제방송
- 이란 - 이란 이슬람 공화국의 소리
- 이스라엘 - 이스라엘국제방송
- 인도네시아 - 인도네시아의 소리
- 일본 - NHK 월드 라디오 일본, 라디오 닛케이, 시오카제 (방송)
- 중화민국 - 타이완 국제 방송(RTI)
- 중화인민공화국 - 중앙인민방송, 중국국제방송국(China Radio International), 북경 방송국, 흑룡강조선어방송국 등
- 캐나다 - 캐나다국제방송
- 크로아티아 - 크로아티아의 소리
- 태국 - 라디오 타일랜드
- 튀르키예 - 터키의 소리
- 폴란드 - 라디오 폴란드
- 프랑스 - 라디오 프랑스 앵테르나쇼날
- 필리핀 - 라디오 베리따스 아시아

## 같이 보기
- 단파 청취
- 단파 수신기
- 단파 방송 밀청 사건
- 국제 방송